# Il gioiellino
Il gioiellino è un film del 2011 scritto e diretto da Andrea Molaioli.
(Ernesto Botta)
La pellicola, che trae libero spunto dalle vicende del crac Parmalat – «la storia [...] è ispirata a fatti realmente accaduti analizzati attraverso lo studio di materiale pubblico e di articoli di stampa. Tuttavia, alcuni personaggi e molti fatti narrati sono frutto di invenzione e di creazione artistica degli autori», recitano i titoli di coda –, è interpretata da Toni Servillo, Remo Girone e Sarah Felberbaum, ed è stata distribuita a partire dal 4 marzo 2011.

## Trama
La Leda è una grande impresa agro-alimentare ramificata nei cinque continenti, quotata in Borsa, in continua espansione verso nuovi mercati e nuovi settori: un vero "gioiellino" secondo il suo fondatore e proprietario, Amanzio Rastelli.
Rastelli si fida ciecamente, nella gestione della Leda, di alcuni stretti collaboratori, tra cui il ragioniere Ernesto Botta. Rastelli ha una visione all'antica della proprietà di una azienda e talvolta modifica i conti per favorire alcuni affari privati. La nipote di Rastelli, Laura, laureata e con un curriculum vitae di prestigio, viene affiancata al ragionier Botta e le cose sembrano comunque andare bene: il gruppo supera, restando in piedi, alcuni momenti importanti di crisi.
Il mercato internazionale però richiede anche di saper rinunciare quando gli investimenti non sono redditizi. Rastelli si rifiuta di farlo e mette in pericolo l'intera azienda, che si indebita sempre di più. Quando ormai la Leda è data per spacciata, i dirigenti cominciano a nascondere parte del capitale in conti e investimenti privati, per garantirsi una certa sicurezza economica quando il caso esploderà. Botta e Rastelli, romanticamente attaccati all'azienda, non accettano invece di vederla morire e decidono di falsificare i bilanci, al fine di mostrare all'esterno un'impresa solida, e quindi possibile destinataria di finanziamenti.
Ma l'operazione non risulta credibile abbastanza a lungo da risanare i conti. Rastelli vuota il sacco e racconta tutto ai politici; la Guardia di Finanza irrompe nella sede della Leda e la trova totalmente a soqquadro: nel tentativo di distruggere le prove degli illeciti, i dipendenti hanno distrutto documenti e computer. L'unico ufficio a essere rimasto intatto è quello di Botta, il quale ha lavorato fino all'ultimo per creare un piano di risanamento valido per l'azienda, quando però ormai è troppo tardi.

## Produzione
Il film è stato girato principalmente ad Acqui Terme e dintorni, tra cui l'antico palazzo ex sede del Tribunale, e a Torino. Altre riprese sono state effettuate a New York, negli Stati Uniti d'America, e a Mosca, in Russia.

## Riconoscimenti
- 2011 – David di Donatello
  - Candidatura alla migliore attrice protagonista a Sarah Felberbaum
  - Candidatura al miglior direttore della fotografia a Luca Bigazzi
  - Candidatura al miglior musicista a Teho Teardo

- 2011 – Nastro d'argento
  - Migliore sonoro in presa diretta a Mario Iaquone (ex aequo per 20 sigarette)[3]
  - Premio Guglielmo Biraghi a Sarah Felberbaum
  - Candidatura al migliore attore protagonista a Toni Servillo[4]

- 2012 – Bari International Film Festival
  - Premio Giuseppe Rotunno al miglior direttore della fotografia a Luca Bigazzi
  - Premio Roberto Perpignani al miglior montatore a Giogiò Franchini

- 2011 – Bobbio Film Festival
  - Migliore attore a Toni Servillo[5]

- 2011 – Festival internazionale del cinema di Karlovy Vary
  - Candidatura al Grand Prix - Crystal Globe a Andrea Molaioli